# كلرم (مقاطعة فومن)
كلرم (بالفارسية: کلرم) هي قرية تقع في غيلان في إيران. يقدر عدد سكانها بـ 789 نسمة بحسب إحصاء 2016.